# 무라드 부지디

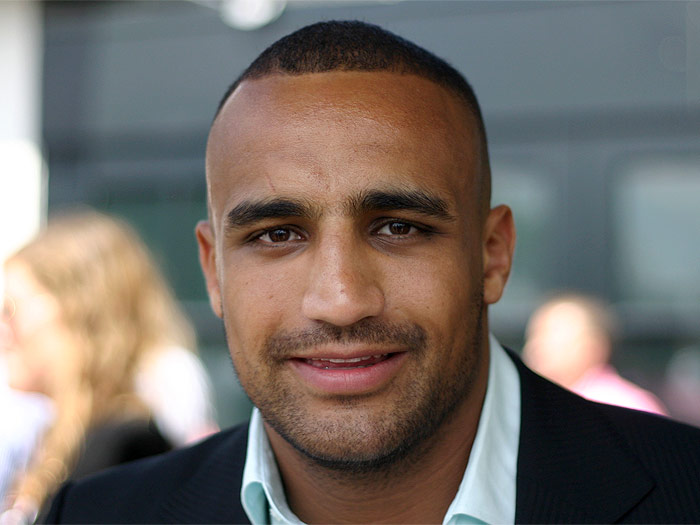

무라드 부지디(네덜란드어: Mourad Bouzidi)는 네덜란드, 튀니지의 킥복싱 선수, 종합격투기 선수다. 1984년 11월 23일생으로, 국적 네덜란드에서 태어났다. 아랍계통으로 네덜란드어 표기법에 따른 '바우지디'가 아닌 '부지디'가 맞는 표기이다. 아랍어의 로마자표기 U는 OU와 혼용되곤 한다. 주 베이스는 킥복싱 또는 무에타이이다. 소속팀은 피터 아츠의 체육관인 팀 아츠 소속으로, 통합 전적은 54전 46승 6패 2무(20 KO)로 좋은 전적을 보유하고 있다. 서울에서 열린 K-1 2006 아시아 GP 토너먼트에 데뷔를 하여 이란의 메하디 미르다부디를 판정으로 꺾었지만 준결승에서 입식 경험이 거의 전무한 김민수에게 연장에서 판정으로 패배했다. 2007 암스테르담 대회에서는 슈퍼 파이트로 출전해 괵한 사키에게 판정으로 패했다.

## 입식 타격 전적
- 5전 2승 3패(1 KO)

| 경기일자        | 상대              | 결과 | 내용           | 대회                          |
| --------------- | ----------------- | ---- | -------------- | ----------------------------- |
| 2010년 2월 14일 | 바다 하리         | 패   | 2R 2분 50초 KO | It's showtime                 |
| 2009년 5월 16일 | 에롤 짐머맨       | 승   | 1R TKO         | It's showtime                 |
| 2007년 6월 23일 | 괵한 사키         | 패   | 3R 판정        | K-1 월드 GP 2007 in Amsterdam |
| 2006년 6월 3일  | 김민수            | 패   | 4R 연장판정    | K-1 월드 GP 2006 in seoul     |
| 2006년 6월 3일  | 메하디 미르다부디 | 승   | 3R 판정        | K-1 월드 GP 2006 in seoul     |